# سندرم کلیپل–ترینونه

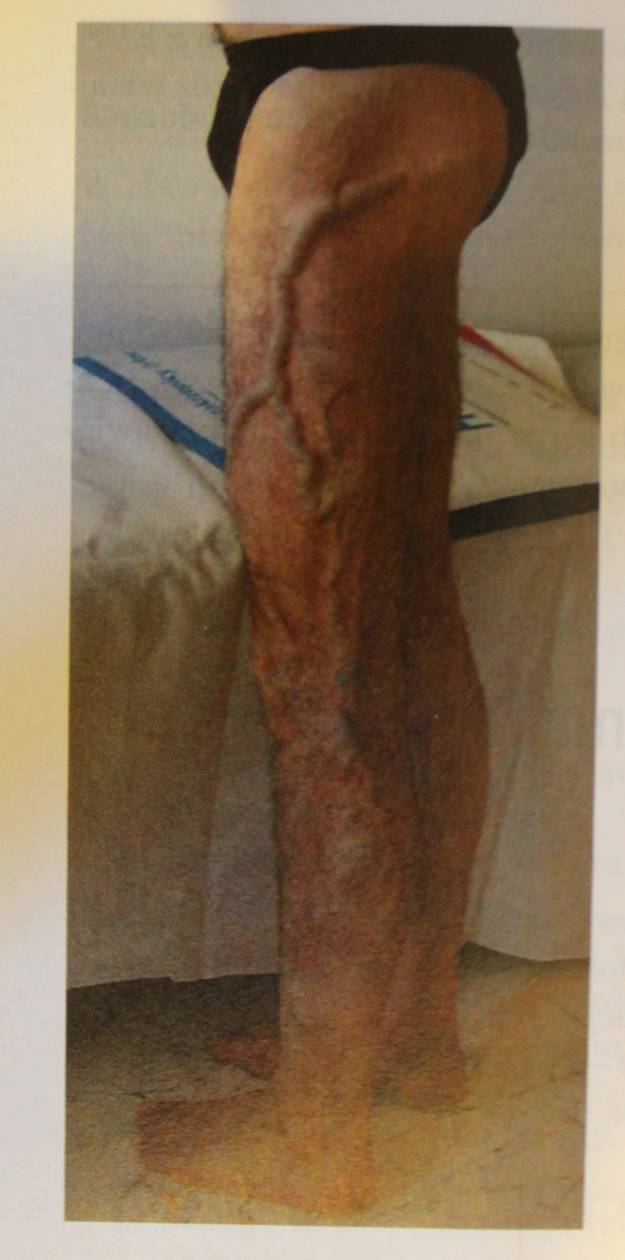
نمایی از واریس‌های بزرگ در ران و پای چپ در یک بیمار مبتلا

سندرم کلیپل–ترینونه (فرانسوی: Syndrome de Klippel-Trenaunay‎) یا سندرم کلیپل–ترینونه–وبر نوعی ناهنجاری مادرزادی نادر است که در آن رگ‌های خونی یا رگ‌های لنفی یا هردو، به‌درستی شکل نمی‌گیرند. سه تظاهر اصلی این بیماری خال لکه‌شرابی، ناهنجارهای وریدی-لنفاوی و هیپرتروفی بافت نرم در اندام مبتلاست.

## علائم و نشانه‌ها
سه‌گانه کلاسیک سندرم کلیپل–ترینونه شامل موارد زیر است:
- ناهنجاری‌های عروقی در مویرگ‌ها، وریدها و عروق لنفاوی؛
- واریس‌های عروقی در مکان‌های غیر معمول، به ویژه ناهنجاری ورید جانبی
- هیپرتروفی یک طرفه بافت نرم و اسکلتی، معمولاً در اندام تحتانی.

| علامت یا نشانه بالینی | %   |
| --------------------- | --- |
| خال لکه‌شرابی          | ۹۸٪ |
| هیپرتروفی اندام       | ۶۷٪ |
| هیپرتروفی حلقوی       | ۷۷٪ |
| واریس                 | ۷۲٪ |
| درد                   | ۳۷٪ |
| خونریزی               | ۱۷٪ |
| ترومبوفلبیت سطحی      | ۱۵٪ |
| سلولیت                | ۱۳٪ |
| خونریزی از مقعد       | ۱۲٪ |
| ناهنجاری لنفی         | ۱۱٪ |
| لنف‌ادم                | ۱۰٪ |
| افزایش رنگدانه‌ها      | ۸٪  |
| زخم در ساق پا         | ۶٪  |
| زگیل کف پا            | ۶٪  |
| هیپرهیدروز            | ۵٪  |
| ترومبوز سیاهرگی عمقی  | ۴٪  |
| قرمزی پوست            | ۴٪  |
| آمبولی ریه            | ۴٪  |
| بی‌حسی اندام           | ۲٪  |

## ژنتیک
این نقص مادرزادی مردان و زنان را به‌طور مساوی تحت تأثیر قرار می‌دهد و به هیچ گروه نژادی محدود نمی‌شود. مشخص نیست که آیا سندرم کلیپل–ترینونه ماهیت ارثی دارد با خیر، اگرچه پژوهش‌هایی در این زمینه در حال انجام است. شواهدی وجود دارد مبنی بر اینکه ممکن است با جابه‌جایی قطعات ژنی میان کروموزوم‌های ۸ و ۱۴ مرتبط باشد. برخی از پژوهشگران معتقدند که این بیماری با ژن AGGF1 در ارتباط است. یکی از تشخیص‌های افتراقی این بیماری، سندرم پروتئوس است.

## درمان
در حال حاضر، بسیاری از علائم بیماری را می‌توان مدیریت کرد، اما هیچ درمان قطعی برای سندرم کلیپل–ترینونه وجود ندارد.

## تاریخچه
این بیماری نامش را از پزشکان فرانسوی موریس کلیپل و پُل ترینونه می‌گیرد که نخستین بار در سال ۱۹۰۰ میلادی آن را تشریح کردند. متخصص پوست آلمانی-بریتانیایی فردریک پارکز وبر مواردی از بیماری را در سال‌های ۱۹۰۷ و ۱۹۱۸ توصیف کرد که مشابه بیمارانی بود که توسط کلیپل و ترینونه توصیف شده بود، اما یکسان نبودند.